# Helms-Burton Act
Der Helms-Burton Act, offiziell Cuban Liberty and Democratic Solidarity (LIBERTAD) Act of 1996 genannt, ist ein das Embargo der Vereinigten Staaten gegen Kuba verschärfendes Gesetz vom März 1996. Das nach seinen Initiatoren, dem Senator Jesse Helms und dem Abgeordneten des Repräsentantenhauses Dan Burton, benannte Maßnahmenpaket wurde nach Verabschiedung durch den Kongress von Präsident Bill Clinton unterzeichnet. Wesentliche Elemente des Gesetzes wurden erst im Mai 2019 durch Präsident Donald Trump zur Umsetzung freigegeben.

## Hintergrund
Die USA leiteten unter US-Präsident John F. Kennedy bereits 1960 eine umfangreiche Wirtschaftsembargo-Politik gegen Kuba ein. Mit dem Torricelli Act folgte 1992 eine Verschärfung der Sanktionen gegen Kuba. Der Helms-Burton Act stellt eine nochmalige Verschärfung der Sanktionen dar.
Zwei Tage bevor der damalige US-Präsident Bill Clinton sein Veto gegen dieses Gesetz einlegen wollte, tötete das kubanische Militär am 24. Februar 1996 im internationalen Luftraum vier Mitglieder der exilkubanischen Organisation Brothers to the Rescue beim Abschuss zweier unbewaffneter US-amerikanischer Zivilflugzeuge, die zuvor nach Angaben Kubas den kubanischen Luftraum verletzt hatten. Am selben Tag an dem der Abschuss der Flugzeuge erfolgte, sollte in Kuba das erste nationale Treffen der Dissidenten-Organisation Concilio Cubano stattfinden. Fidel Castro bezeichnete den Abschuss der Flugzeuge in einem Time-Interview direkt nach dem Vorfall „als unumgängliche Notwendigkeit […], obwohl man sich bewusst gewesen sei, dass dies die USA politisch ausschlachten würden.“

## Inhalte
Das Gesetz besteht aus vier thematisch getrennten Abschnitten:
- Abschnitt I enthält Maßnahmen zur Verschärfung des Wirtschaftsembargos sowie ein Verbot indirekter Finanzierung zugunsten Kubas.
- Abschnitt II definiert vom kubanischen Staat zu erfüllende Mindestanforderungen vor Aufhebung des Embargos, darunter die Schaffung einer unabhängigen Justiz und die Zulassung freier Gewerkschaften.
- Abschnitt III gibt US-Bürgern (auch eingebürgerten) das Recht, ausländische Firmen vor US-Gerichten wegen der Nutzung nach der Revolution enteigneten Eigentums zu verklagen.
- Abschnitt IV ermächtigt den Außenminister, an Enteignungen vom Eigentum von US-Bürgern auf Kuba beteiligte oder von ihnen profitierende Ausländer vom Aufenthalt in den USA auszuschließen.[2]

## Verabschiedung und zwischenzeitliche Aussetzung
Das Gesetz wurde zunächst am 19. Oktober 1995 vom Senat gebilligt, dann am 6. März 1996 vom Abgeordnetenhaus verabschiedet und am 12. März 1996 von Präsident Clinton unterzeichnet, womit es sofort in Kraft trat. Allerdings setzte Clinton die Möglichkeit zur Klageerhebung gegen ausländische Firmen unter Abschnitt III zunächst für die Dauer von sechs Monaten aus. Diese Praxis wurde in der Folge von ihm sowie von seinen Nachfolgern George W. Bush, Barack Obama und Donald Trump wiederholt, bis Trump im April 2019 einen Politikwechsel verkündete und seit dem 2. Mai 2019 auch der Abschnitt III des Gesetzes wirksam ist.

## Internationale Reaktionen
Der Helms-Burton Act wurde vom Europarat, der EU, Kanada, Mexiko, Argentinien und anderen Ländern, die normale Handelsbeziehungen mit Kuba führen, verurteilt. Kritik kam auch von Menschenrechtsorganisationen. Um den Effekten des Gesetzes entgegenzusteuern, erließen Kanada und Mexiko, zwei der wichtigsten Handelspartner Kubas, eigene Gesetze. Die EU erließ im November 1996 die Verordnung 2271/96, genannt EU Blocking Regulation oder Anti-Boykott-VO, die es in der EU ansässigen Personen oder juristischen Personen ausdrücklich verbietet, den Verboten aus dem Helms-Burton Act oder darauf basierenden Entscheidungen nachzukommen.